# Моренков, Эмиль Дмитриевич
Эми́ль Дми́триевич Моренко́в (18 июля 1937, Оренбург — 10 апреля 2019, Москва) — советский, российский нейрофизиолог, кандидат биологических наук (1965). Старший научный сотрудник кафедры высшей нервной деятельности биологического факультета Московского государственного университета. В первую очередь известен как автор учебного пособия «Морфология мозга человека» (1978), которое широко использовалось в преподавании в МГУ, и главы из которого перепечатывались в последующих хрестоматиях.
Область научных исследований: нейрофизиологические, ультраструктурные и нейрохимические механизмы сенсорного восприятия, памяти, обучения, стрессовых и судорожных состояний; сравнительные морфофункциональные и нейрохимические исследования асимметрии и пластичности мозга: возрастные и половые аспекты; механизмы пространственной ориентации и дистанционное управление движением млекопитающих животных и птиц с использованием локальной электростимуляции мозга.

### Монографии
- Моренков Э. Д. Морфология мозга человека: учебно-методическое пособие для биологических факультетов и факультетов психологии государственных университетов. — М.: Издательство МГУ, 1978.
- Тихонов А. В., Моренков Э. Д., Фокин С. Ю. Поведение и биоакустика птиц. — М.: Издательство МГУ, 1988.

### Статьи
- Кудрин В. С., Моренков Э. Д. Функциональная асимметрия мозга и распределение моноаминов и их метаболитов в различных структурах мозга крыс. HDT)" / Ж. Асимметрия, Моcква, 2013, т. 7, № 4, с. 12-21.
- Сашков В. Ф., Сельверова Н. Б., Моренков Э.Д, Ермакова И. В. Уровень нейроактивных стероидов в мозге и половые особенности формирования условного рефлекса у крыс. Российский физиологический журнал им. И. М. Сеченова, 2012, т.98, № 2, с. 212—220.
- Sashkov V.A., Selverova N.B., Morenkov E.D., Ermakova I.V. Levels of neuroactive steroids in the brain and sex-related pecularities of formation and extinction of conditioned reflex in rats. Journ. Evol. Biochem. and Physiol. 2010, v.46, № 4, p.366-373.
- Моренков Э. Д. Влияние световой стимуляции на развитие структурной и функциональной асимметрии полушарий мозга у птиц. В сб.: Фундаментальные проблемы нейронаук. Функциональная асимметрия. Нейропластичность. Нейродегенерация (Материалы Всероссийской научной конференции с международным участием) / Под ред. С. Н. Иллариошкина, В. Ф. Фокина, изд. Научный мир, Москва, 2013, с. 242—250.
- Моренков Э. Д. Структурно-функциональная организация теленцефалона, межполушарная асимметрия и эволюция мозга птиц. В сб.: Проблемы эволюции птиц: систематика, морфология, экология. Мат-лы междунар. конф. памяти Е. Н. Курочкина. Изд. Тов-во науч. изд. КМК, Москва, 2012, с.150-157.
- Popov V.I., Morenkov E.D. Three-dimentional ultrastructural and immunohistochemical study of mature and newly generated hippocampal neurons of the rats, subjected to learning and another experimental procedures. в сб.: Матер. XVI междунар. конф. по нейрокибернетике, Изд. ЮФУ Ростов-на-Дону, 2012, с. 69-72.
- Моренков Э. Д. Латерализация локомоторных реакций на электростимуляцию лимбических и стволовых структур мозга у свободно передвигающихся крыс. в сб.: Структурно-функциональная асимметрия и пластичность мозга. Изд. Научный Мир, Москва, 2012, с.85-93.
- Моренков Э. Д., Кудрин В. С. Распределение моноаминов и их метаболитов в структурах мозга крыс. В сб.: Современные направления исследований функциональной межполушарной асимметрии и пластичности мозга, Науч. мир, Москва, 2012, с. 94-109.
- Popov V.I., Morenkov E.D., Fesenko E.E., Stewart J. A 3-dimentional ultrastructural and immunochistochemical study of immature neurons in the subgranular zone of the rat dentate gyrus. Biophysics, maik Publ. 2009, v.54, № 4, p.497-512.
- Popov V.I., Medvedev N.I., Morenkov E.D., Stewart M.G. Reversible reduction in dendritic spines in CA1 of rat and ground squirrel subjected to hypothermia -normothermia in vivo: A three-dimensional electron microscope study. Neuroscience. Elsevier Publ. 2007, v.149, № 3, p.549-560.